# ستيفن ادينجتون
ستيفن ادينجتون (بالإنجليزية: Steven Waddington)‏ هو ممثل بريطاني، ولد في 28 نوفمبر 1968 بليدز في المملكة المتحدة.

## أعمال

### أفلام
- (1992) آخر الموهيكان[2]
- (1992) فردوس الأرض 1492[3][4]
- (1994) أمير جوتلاند
- (1999) سليبي هولو[5]
- (2001) الثقب
- (2007) آرن- فارس المعبد[6]
- (2018) كورسك

### مسلسلات
- أسرة تيودور

## وصلات خارجية
- ستيفن ادينجتون على موقع IMDb (الإنجليزية)
- ستيفن ادينجتون على موقع ألو سيني (الفرنسية)
- ستيفن ادينجتون على موقع أول موفي (الإنجليزية)
- ستيفن ادينجتون على موقع قاعدة بيانات الأفلام السويدية (السويدية)
- ستيفن ادينجتون على موقع قاعدة بيانات الفيلم (الإنجليزية)
- ستيفن ادينجتون على موقع كينوبويسك (الروسية)